# Nowa Wieś Kącka
Nowa Wieś Kącka est une localité polonaise de la gmina de Kąty Wrocławskie, située dans le powiat de Wrocław en voïvodie de Basse-Silésie.